# Propstei Braunschweig
Die Propstei Braunschweig ist einer von 12 Unterbezirken der Evangelisch-Lutherischen Landeskirche in Braunschweig.

## Propsteigebiet
Die Propstei Braunschweig liegt innerhalb des Stadtgebiets der kreisfreien Stadt Braunschweig in Niedersachsen. Im Norden und Osten grenzt die Propstei Braunschweig an die Propstei Königslutter, im Süden an die Propstei Wolfenbüttel und im Westen an die Propstei Vechelde.
Das Gebiet der Propstei ist nicht deckungsgleich mit dem Stadtgebiet Braunschweigs. Einige Kirchengemeinden in Stadtteilen der Außenbezirke sind benachbarten Propsteien zugeordnet.

## Propsteisynode
Oberstes Beschlussorgan der Propstei ist die Propsteisynode. Sie besteht aus 54 Mitgliedern, deren Amtszeit sechs Jahre beträgt. Die Synode hat unter anderem die Aufgabe, die zehn Synodale der Propstei für die Landessynode zu wählen, den Haushalt zu beschließen und bei einem Wechsel im Propstamt einen neuen Propst zu wählen.

## Geistliche Leitung
Die geistliche Leitung der Propstei hat der Propst. Der Propst oder die Pröpstin führt zugleich den Vorsitz im sieben Mitglieder zählenden Propsteivorstand.

## Kirchengemeinden
| Stadtteil / Stadtbezirk                                                 | Kirchengemeinde                     |
| ----------------------------------------------------------------------- | ----------------------------------- |
| Innenstadt                                                              | St. Andreas                         |
| Innenstadt                                                              | St. Blasius (Braunschweiger Dom)    |
| Innenstadt                                                              | St. Katharinen                      |
| Innenstadt                                                              | St. Magni                           |
| Innenstadt                                                              | St. Martini                         |
| Innenstadt                                                              | St. Michaelis                       |
| Innenstadt                                                              | St. Petri                           |
| Innenstadt                                                              | St. Ulrici-Brüdern                  |
| Gartenstadt                                                             | Auferstehungskirche                 |
| Heidberg                                                                | St. Thomas                          |
| Hondelage                                                               | St. Johannes                        |
| Lamme                                                                   | St. Marien                          |
| Lehndorf                                                                | Kreuzkirche                         |
| Lehndorf                                                                | Wichernkirche                       |
| Lindenberg                                                              | Martin Chemnitz-Kirchengemeinde     |
| Mascherode                                                              | Kirchengemeinde Mascherode          |
| Melverode                                                               | Dietrich Bonhoeffer-Kirchengemeinde |
| Ölper                                                                   | St. Jürgen                          |
| Östliches Ringgebiet                                                    | St.-Pauli-Matthäus                  |
| Rautheim                                                                | St. Ägidien                         |
| Querum                                                                  | St. Lukas                           |
| Riddagshausen                                                           | Kirchengemeinde Riddagshausen       |
| Nordstadt (Schwarzer Berg und Siegfriedviertel mit Rühme und Veltenhof) | Kirchengemeinde „Die Brücke“        |
| Stöckheim                                                               | Kirchengemeinde Stöckheim           |
| Südstadt                                                                | St. Markus                          |
| Viewegsgarten-Bebelhof                                                  | St. Johannis                        |
| Viewegsgarten-Bebelhof                                                  | Martin Luther-Kirchengemeinde       |
| Westliches Ringgebiet                                                   | St. Jakobi                          |
| Weststadt                                                               | St. Emmaus                          |

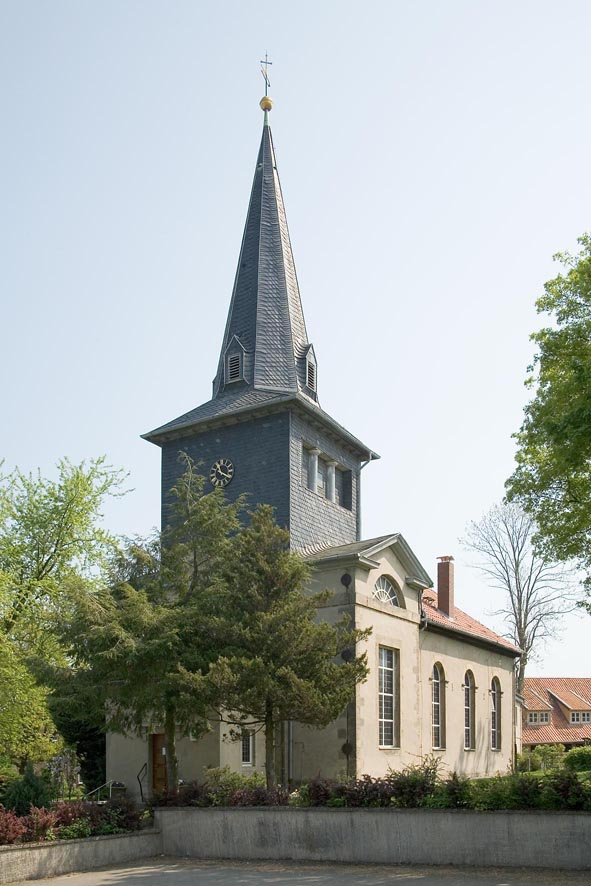
St. Marien in Lamme
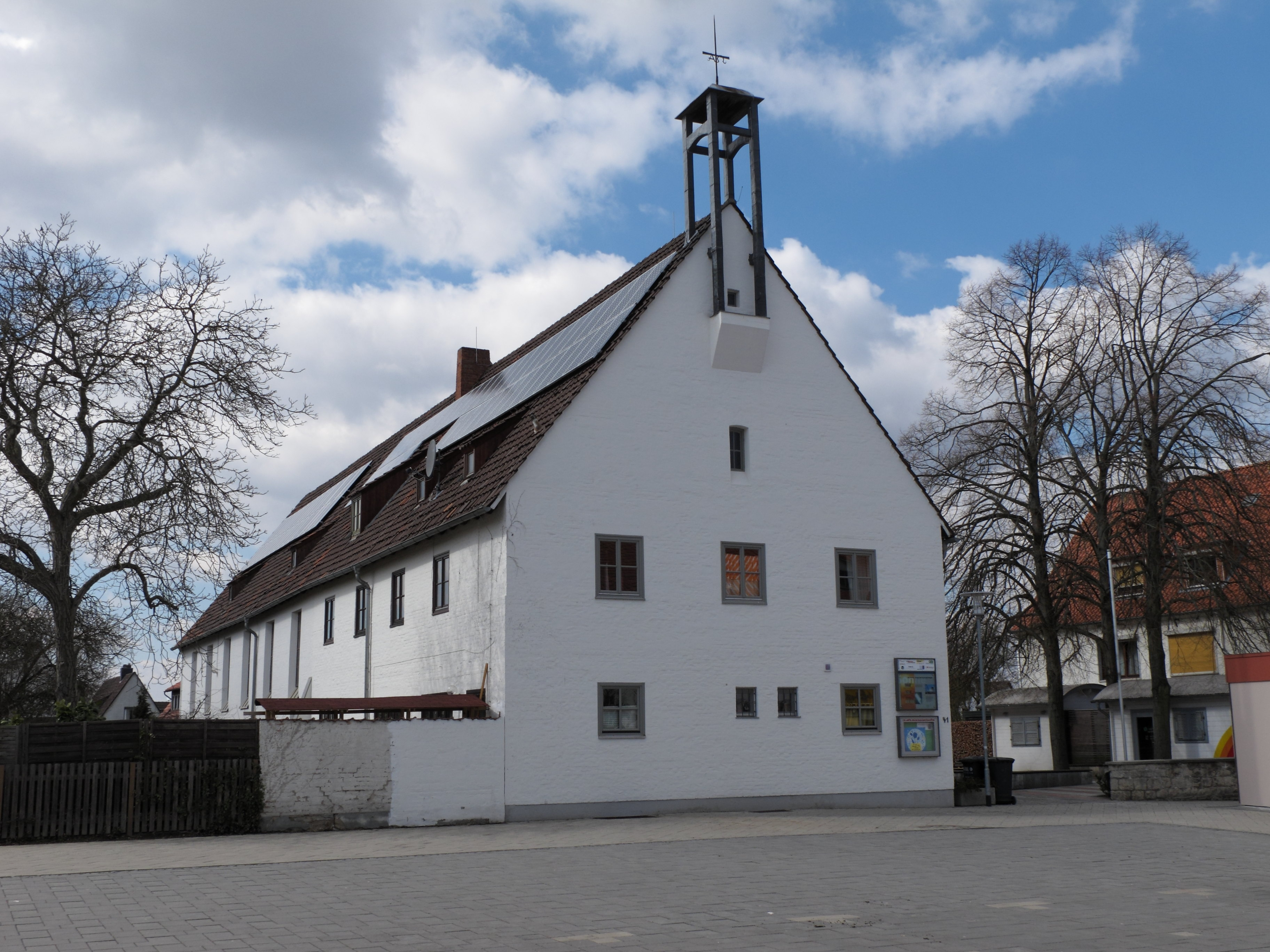
Wichernkirche in Lehndorf
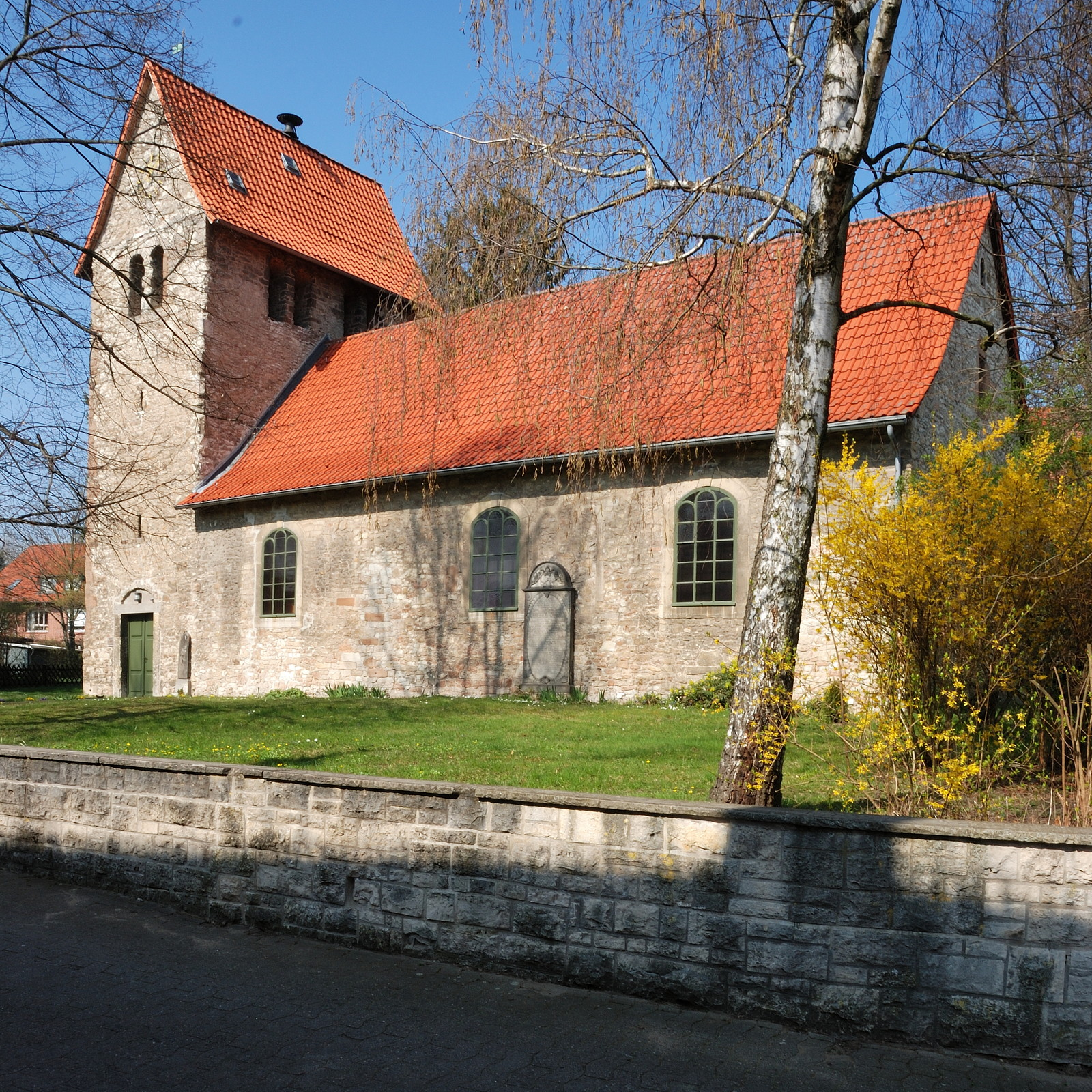
Dorfkirche Mascherode
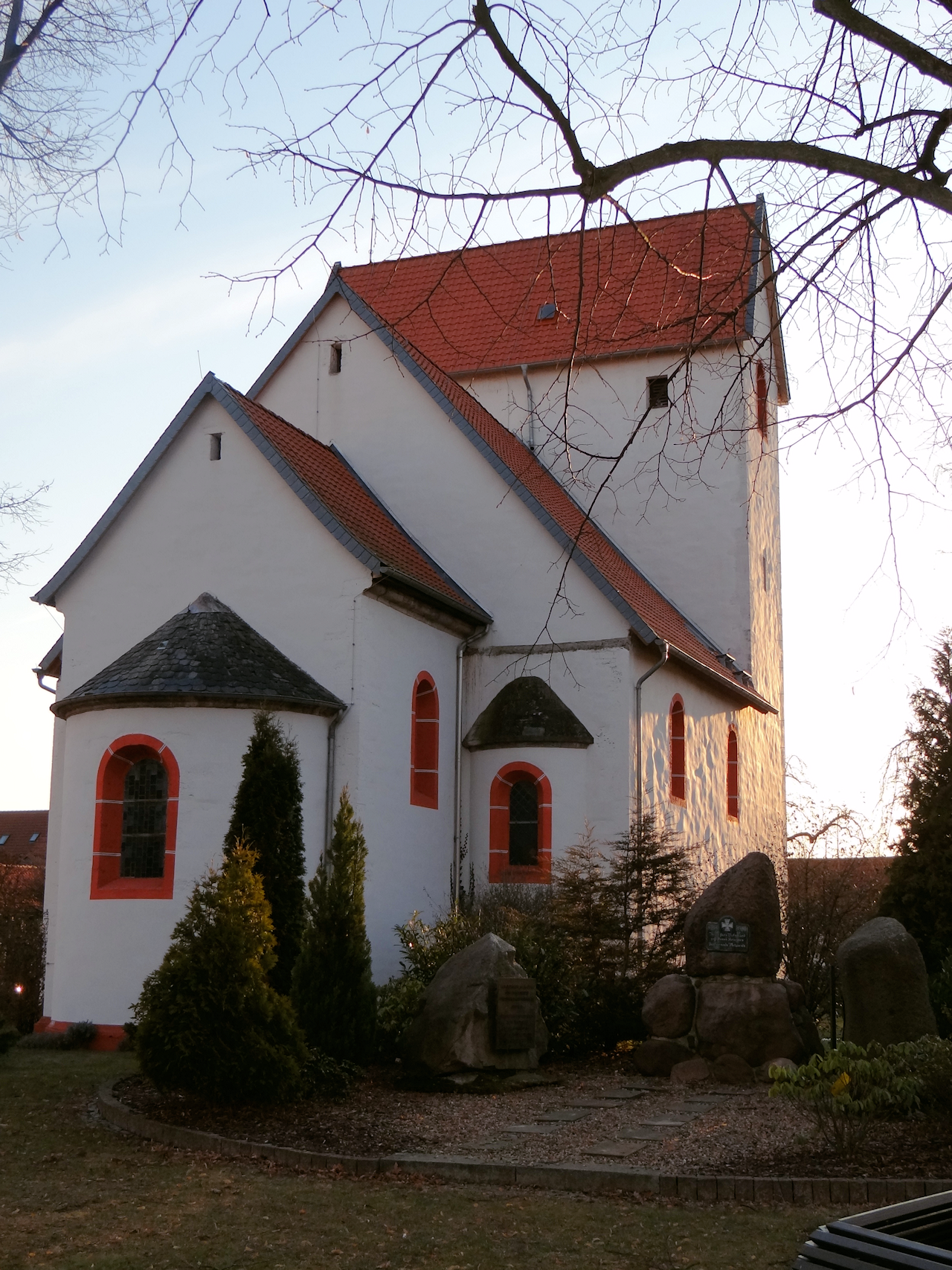
St. Nikolai in Melverode
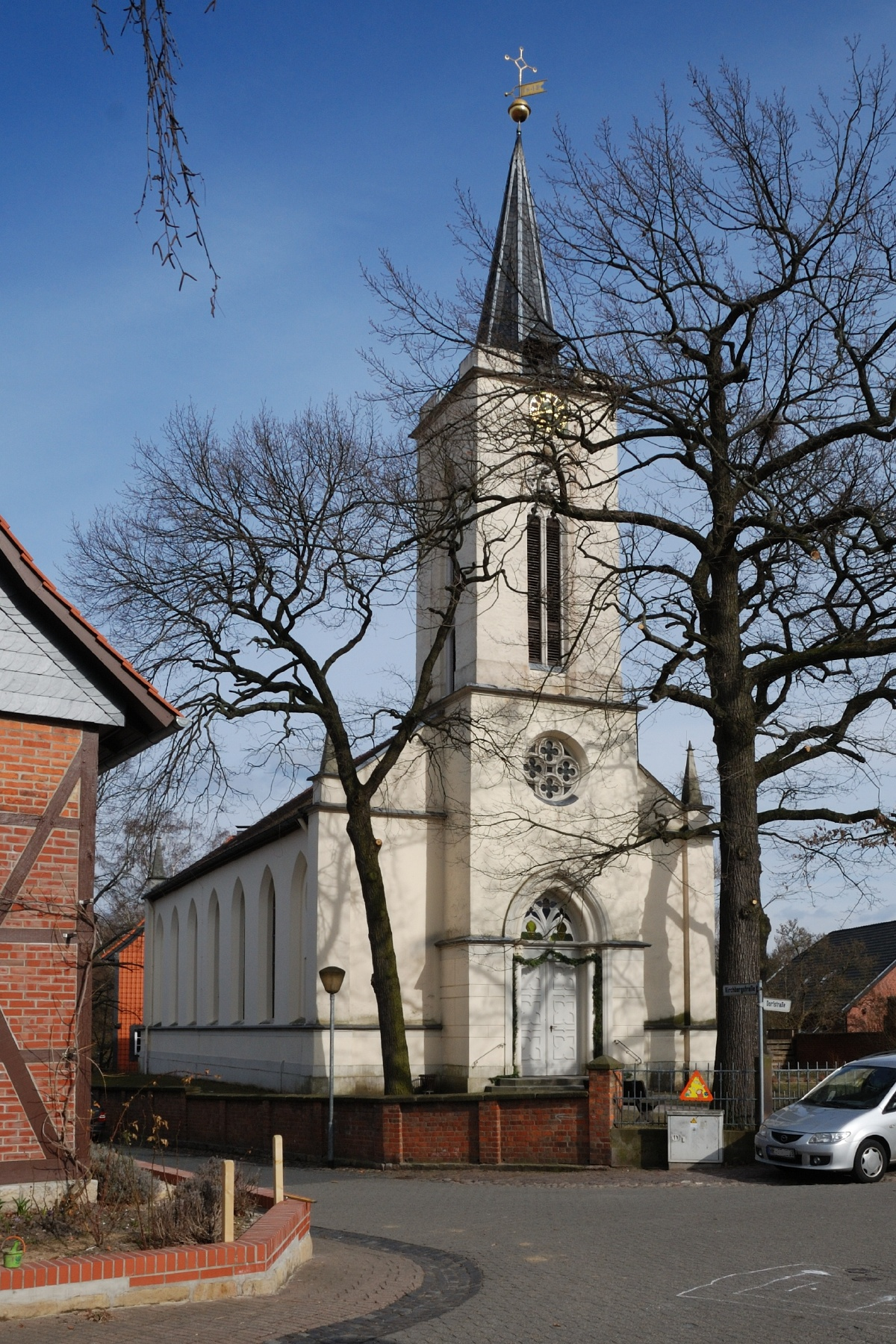
St. Jürgen in Ölper
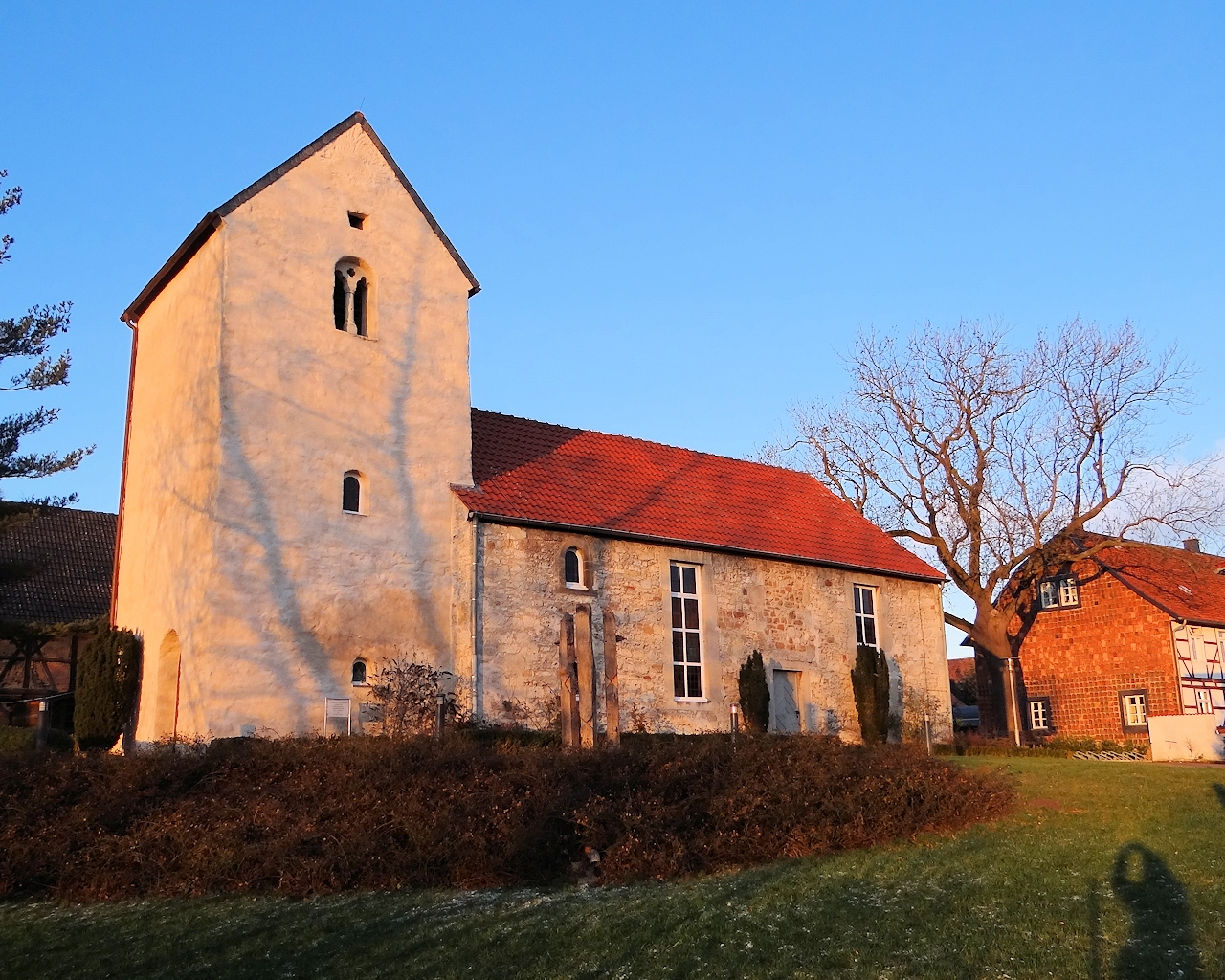
Dorfkirche Stöckheim